# 瓦尔特劳德·德雷塞尔
瓦尔特劳德·德雷塞尔（德語：Waltraud Dressel，1893年6月3日—1940年6月10日），德国女子游泳运动员。她曾代表德国参加1912年夏季奥林匹克运动会游泳比赛，获得女子4×100米自由泳接力银牌。